# Epojé
Epojé (del griego ἐποχή  «suspensión»), transliterado a veces también como epoché o epokhe, es un concepto originado en la filosofía griega, utilizado principalmente por la corriente escéptica. En los tiempos modernos fue revitalizado por la fenomenología de Edmund Husserl, si bien no en su acepción inicial. Originariamente, según la definición dada por Sexto Empírico, significa un estado mental de «suspensión del juicio», un estado de la conciencia en el cual ni se niega ni se afirma nada. Para Husserl, la epojé consiste en la «puesta entre paréntesis (parentetización) no sólo de las doctrinas (o doxas) sobre la realidad, sino también de la realidad  misma».[cita requerida]

## Epojé y escepticismo
El concepto de epojé jugó un rol importante en la corriente filosófica de Pirrón. Partiendo del supuesto de que no conocemos nada, Pirrón argumentó que la actitud que más conviene adoptar es la  epojé, es decir, la suspensión del juicio o de la afirmación. No es exacto afirmar que esta posición implica la idea de que no tenemos ninguna posibilidad racional de elegir entre uno u otro curso de acción. Más bien se relaciona con el hecho de que un determinado tipo de vida o acción no puede ser catalogado como el «definitivamente correcto». Tampoco es acertado postular que los escépticos  niegan dogmáticamente la posibilidad de todo conocimiento: la misma palabra skepsis (σκέψις) implica «siempre buscar», «siempre investigar». En efecto, sería autocontradictorio afirmar plenamente que nada puede ser objeto de conocimiento ya que esa misma proposición sería paradójicamente elevada a la categoría de algo que se conoce.
Según la definición de Sexto Empírico, la epojé es «el estado de reposo mental por el cual ni afirmamos ni negamos», o si se quiere una actitud mental de imperturbabilidad o ataraxia (del griego ἀταραξία). El concepto tenía distintos grados de «intensidad» según los distintos filósofos de esta corriente, abarcando desde la suspensión radical del juicio para algunos en el caso de especulaciones teóricas, hasta posiciones próximas del probabilismo en otros casos. En lo que respecta a aspectos no ya teóricos sino prácticos, el concepto tendía a confundirse con la metriopatía (μετριοπάθεια), que puede traducirse como la adopción de una actitud de prudencia cuando se trata de evaluar sentencias de carácter moral.

## Epojé y fenomenología
En la fenomenología de Husserl, el concepto de epojé se redefine de una manera más radical, como un cambio fundamental de actitud no solo respecto al conocimiento y a las teorías ya existentes (lo que se aparenta a la suspensión del juicio), sino también frente a la realidad misma, cambio de actitud que Husserl describe con las imágenes de «poner entre paréntesis» (Einklammerung), de «desconexión» (Ausschaltung) de la cotidianeidad. Esta sería un presupuesto del método para llegar a lo que Husserl denomina reducción fenomenológica.
Tal radicalidad permite distinguir a la epojé en sentido husserliano, no solo de la epojé clásica, sino también de todo otro concepto con el que puedan presentarse analogías, entre los que pueden citarse la duda cartesiana o la abstención de explicaciones metafísicas propugnada por Auguste Comte. Tampoco es para nada la negación de la realidad.
Ese cambio radical frente a la actitud «natural» nos pone en el umbral del conocimiento filosófico. Ferrater Mora explica que en esa «puesta entre paréntesis» no solo van a quedar encerradas las doctrinas y teorías respecto de la realidad, sino también la realidad misma: como consecuencia de ello, la realidad no resulta modificada sino «alterada». Sólo esta actitud permitiría alcanzar la conciencia pura o transcendental.